# The Beggar Child
The Beggar Child è un cortometraggio muto del 1914 diretto da William Desmond Taylor. Prodotto dalla American Film Manufacturing Company e sceneggiato da Bessie Banks, il film aveva come interpreti Edward Coxen, John Steppling, Winifred Greenwood, George Field, Charlotte Burton, Edith Borella.

## Trama
Povero artista, Hugo adotta Lycia, la sua modella rimasta orfana di madre e che è stata abbandonata dal padre. Quando la bambina diventa grande, quindici anni dopo, lui è diventato un famoso pittore e lei viene lusingata dalla migliore società. Accetta il corteggiamento del conte Roberto ma solo fino a quando conosce Dan, un giovane studente d'arte che la salva dall'annegamento. Rosa, una contadina sedotta dal conte, racconta a Lycia la sua storia che liquida l'aristocratico. Costui, deciso a non perdere la ragazza, complotta con il maggiordomo di Hugo per rapire Lycia. Intanto il fratello di Rosa è entrato al servizio del conte, scoprendone il progetto criminale. Roberto vuole sposare segretamente Lycia, ma alla cerimonia, il fratello di Rosa sostituisce le due ragazze, facendolo sposare invece a Rosa. Quando il maggiordomo scopre che Lycia è sua figlia, lei, convinta di essere la vera figlia di Hugo, trova la felicità con Dan, al quale il pittore racconta la verità sulla storia di Lycia.

## Produzione
Il film fu prodotto dall'American Film Manufacturing Company.

## Distribuzione
Distribuito dalla Mutual, il film uscì nelle sale cinematografiche degli Stati Uniti il 30 novembre 1914.